# Phạm Thị Hồng Yến
Phạm Thị Hồng Yến (sinh ngày 7 tháng 8 năm 1975) là nữ chính trị gia, chuyên gia kinh tế nước Cộng hòa xã hội chủ nghĩa Việt Nam. Bà hiện là Ủy viên Thường trực Ủy ban Kinh tế của Quốc hội, Phó Chủ tịch Nhóm nghị sĩ hữu nghị Việt Nam – Canada, Đại biểu Quốc hội khóa XV từ Bình Thuận. Bà từng giữ các chức vụ ở tổ chức chính trị, tổ chức kinh tế, đơn vị sự nghiệp công lập như Trưởng ban Hợp tác quốc tế của Liên minh Hợp tác xã Việt Nam; Phó Vụ trưởng Vụ Kinh tế tổng hợp Ban Kinh tế Trung ương; và Tổng Thư ký Hội đồng Trường Đại học Ngoại thương.
Phạm Thị Hồng Yến là đảng viên Đảng Cộng sản Việt Nam, học hàm và học vị Phó Giáo sư, Tiến sĩ Kinh tế, Cao cấp lý luận chính trị. Bà có hơn 15 năm công tác ngành giáo dục, tham gia nhiều cơ quan, tổ chức trước khi tập trung cho hoạt động của Quốc hội.

## Xuất thân và giáo dục
Phạm Thị Hồng Yến sinh ngày 7 tháng 8 năm 1975 tại xã Phú Diễn, huyện Từ Liêm, nay là phường Phú Diễn của quận Bắc Từ Liêm, thành phố Hà Nội, quê quán ở xã Thái Phương, huyện Hưng Hà, tỉnh Thái Bình. Bà lớn lên ở thủ đô, thi đỗ và tốt nghiêp Trường Trung học phổ thông chuyên Ngoại ngữ – trường chuyên thuộc Trường Đại học Ngoại ngữ, Đại học Quốc gia Hà Nội – năm 1992, thi đại học và đỗ Trường Đại học Ngoại thương, theo học và tốt nghiệp Cử nhân Kinh tế đối ngoại vào năm 1997. Tháng 8 năm 1999, bà sang tiểu bang Hawaii của Hoa Kỳ để học cao học chương trình Thạc sĩ Quản trị kinh doanh của Đại học Hawaii tại Mānoa, hoàn thành vào tháng 8 năm 2001. Sau đó, bà là nghiên cứu sinh tại trường Ngoại thương, bảo vệ thành công luận án tiến sĩ đề tài "Điều chỉnh chính sách thương mại của các nước đang phát triển ở châu Á trong mối quan hệ với công nghiệp hoá, hiện đại hoá và hội nhập kinh tế quốc tế – bài học kinh nghiệm đối với Việt Nam", trở thành Tiến sĩ Kinh tế vào năm 2008.
Phạm Thị Hồng Yến được kết nạp Đảng Cộng sản Việt Nam vào ngày 10 tháng 4 năm 2006 tại trường Ngoại thương, trở thành đảng viên chính thức sau đó 1 năm, từng theo học các khóa chính trị ở Học viện Chính trị Quốc gia Hồ Chí Minh và tốt nghiệp Cao cấp lý luận chính trị. Hiện bà thường trú ở phường Dịch Vọng Hậu, quận Cầu Giấy, Hà Nội.

## Sự nghiệp

### Giáo dục
Tháng 10 năm 1997, sau khi tốt nghiệp Trường Đại học Ngoại thương, Phạm Thị Hồng Yến được trường tuyển dụng làm giảng viên, bắt đầu sự nghiệp của mình ở đây. Thời gian đầu, bà là giảng viên Bộ môn Chính sách thương mại quốc tế, theo học cao học ở Hawaii những năm 1999–2001, trở về vào tháng 8 để tiếp tục dạy học, đồng thời tham gia Dự án Giáo dục Đại học của trường với vị trí cán bộ chuyên trách Văn phòng Dự án. Ba năm sau, vào tháng 8 năm 2004, bà được bổ nhiệm làm Trưởng phòng Quản lý dự án và Đảm bảo chất lượng, trở thành Tiến sĩ Kinh tế năm 2008, rồi được phong chức danh Phó Giáo sư ngành Kinh tế vào năm 2012. Trong những năm này, bà được điều chuyển vị trí, là Trưởng phòng Tổ chức Hành chính, đồng thời là Trưởng Bộ môn Kinh doanh quốc tế, được bầu vào Ban Chấp hành Đảng bộ trường Ngoại thương, giữ chức Tổng Thư ký Hội đồng Trường Đại học Ngoại thương. Trong những năm công tác ở trường, ngoài giảng dạy và quản lý giáo dục thì bà cũng tập trung nghiên cứu kinh tế, xuất bản các công trình khoa học, tác phẩm về thương mại quốc tế, hội nhập kinh tế quốc tế, hiệp định thương mại tự do và đề xuất áp dụng cho Việt Nam.

### Chính trường
Tháng 1 năm 2014, sau hơn 15 năm giảng dạy ở Ngoại thương, Phạm Thị Hồng Yến được điều chuyển lên Ban Kinh tế Trung ương Đảng Cộng sản Việt Nam, chuyển từ viên chức sang công chức, nhậm chức Phó Vụ trưởng Vụ Kinh tế tổng hợp. Bà được nâng ngạch lên chuyên viên cao cấp, tức ngạch công chức cao nhất, được bầu vào Ban Chấp hành Đảng bộ Ban Kinh tế Trung ương, Chi ủy viên Chi bộ Vụ Kinh tế tổng hợp, kiêm nhiệm vị trí Phó Trưởng ban Thanh tra nhân dân của Ban Kinh tế Trung ương. Giữ vị trí này hơn 4 năm cho đến tháng 6 năm 2018, bà được điều tới tổ chức kinh tế – xã hội là Liên minh Hợp tác xã Việt Nam, nhậm chức Ủy viên Ban Chấp hành, Trưởng ban Hợp tác quốc tế của Liên minh, và là Ủy viên Ban Thường vụ Đảng ủy, Bí thư Chi bộ Ban Hợp tác quốc tế, Phó Chủ tịch Công đoàn Liên minh Hợp tác xã Việt Nam. Đầu năm 2021, bà được Liên minh Hợp tác xã Việt Nam giới thiệu tham gia ứng cử đại biểu Quốc hội từ Bình Thuận, tại đơn vị bầu cử số 2 gồm thành phố Phan Thiết, huyện Hàm Thuận Bắc, Hàm Thuận Nam, Hàm Tân, rồi trúng cử Đại biểu Quốc hội khóa XV với tỷ lệ 65,97%. Đến ngày 21 tháng 7 cùng năm, bà được phê chuẩn làm Ủy viên Thường trực Ủy ban Kinh tế của Quốc hội, đồng thời là Phó Chủ tịch Nhóm nghị sĩ hữu nghị Việt Nam – Canada từ tháng 11 cùng năm.

## Công trình khoa học
Phạm Thị Hồng Yến có nhiều công trình khoa học gồm sách, bài báo khoa học, đề tài nghiên cứu khoa học về ngành kinh tế, có thể kể đến các công trình là:
- Hoàng Văn Châu; Phạm Thị Hồng Yến; Lê Thị Thu Hà (2007). Làng nghề du lịch Việt Nam (sách chuyên khảo). Hà Nội: Thống kê.[14]
- Phạm Thị Hồng Yến (2011). An toàn thực phẩm và việc thực thi hiệp định SPS/WTO: Kinh nghiệm quốc tế và giải pháp đối với Việt Nam (sách chuyên khảo). Hà Nội: Thông tin và Truyền thông.[15]
- Hoàng Văn Châu; Phạm Thị Hồng Yến (2014). Hiệp định đối tác xuyên Thái Bình Dương – TPP và vấn đề tham gia của Việt Nam (sách chuyên khảo). Hà Nội: Bách khoa.[16]
- Phạm Thị Hồng Yến (chủ biên, 2015). Hội nhập giáo dục đại học châu Âu: Kinh nghiệm cho ASEAN và Việt Nam (sách chuyên khảo). Hà Nội: Thông tin và Truyền thông.[17]
- Phạm Thị Hồng Yến (2017). Cải thiện môi trường kinh doanh, nâng cao năng lực cạnh tranh Quốc gia trong hội nhập FTA. Hà Nội: Thông tin và Truyền thông.[18]
- Phạm Thị Hồng Yến (2020). Phát triển kinh tế tập thể, hợp tác xã trong điều kiện chuyển đổi số: Kinh nghiệm quốc tế và thực tiễn tại Việt Nam. Hà Nội: Thông tin và Truyền thông.[19]